# Liste der Hallenkirchen in Polen
▶ Liste(n) der Hallenkirchen – Übersicht
– Siehe auch: Pseudobasiliken in Polen (39) –
Anzahl: 223

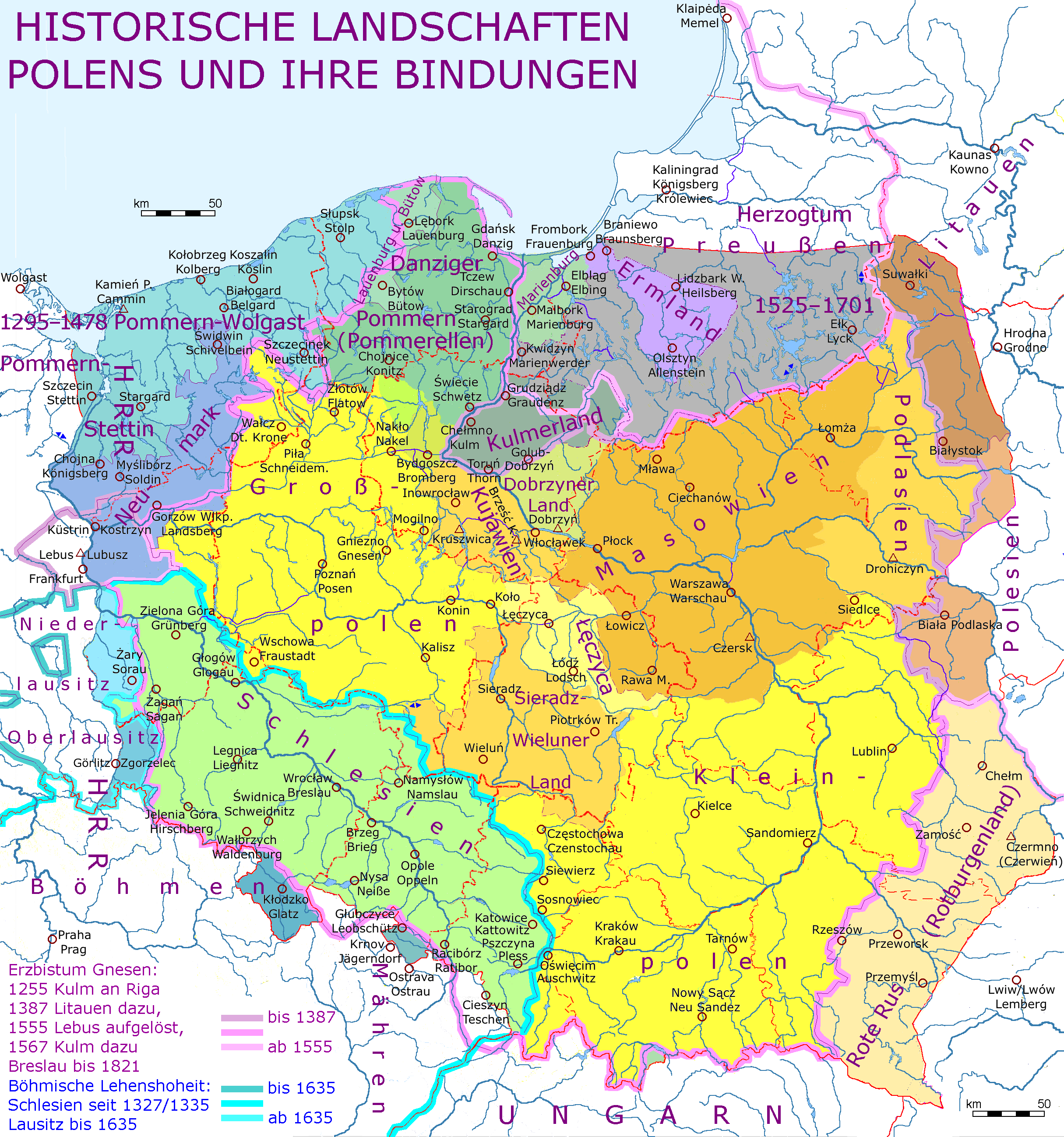
Historische Regionen Polens. Zumindest anfangs von Piasten regiert wurden mit gelblichen Flächenfarben (hellgrün bis orange) unterlegte Gebiete, außerdem das Kulmerland (danach Grundstock des Ordensstaates) und die südliche Neumark. Aktuelle Binnen- und Staatsgrenzen rot.

Da die meisten Hallenkirchen in der Gotik gebaut oder zur Hallenkirche umgestaltet wurden, ist in der Liste nur erwähnt, wenn eine Kirche einem anderen Baustil angehört.
Geografische Gliederung:
- Die geografische Gliederung der Liste für Polen orientiert sich an den historischen Regionen.

Wikimedia Commons:
- Bei zahlreichen Bauten ist unter dem Kürzel (CC) die zugehörige Commons-Category, d. h. die Mediensammlung in diesem Schwesterprojekt, verlinkt.

Hintergrundinformationen:
- Amtliche Denkmallisten für jede der Woiwodschaften. Sie sind über den Teillisten verlinkt. Bei einzelnen Bauwerken sind die Seitennummern vermerkt.
- ZAB = Zabytek. Dieses Portal der staatlichen Denkmalbehörde Narodowy Instytut Dziedzistwa soll die Denkmallisten in höherer Qualität ersetzen, ist aber noch im Aufbau, umfasst noch nicht alle vorher gelisteten Bauwerke. Es hat für jedes Kulturdenkmal eine Seite, zumeist bebildert. Weitere Informationen reichen von dem alten Listeneintrag über ausführliche Beschreibungen bis zur Filmreportage. Wo es die Seite über ein Bauwerk auch auf Englisch gibt, ist der Link hier im Listenartikel mit ‚ZAB (EN)‘ gekennzeichnet.

## Stettiner Pommern
– Siehe auch Pseudobasiliken im Stettiner Pommern (2) –
Anzahl: 20
| Ort                                 | Kirche                                                                      | Anmerkungen | Fotos | Fotos                 |
| ----------------------------------- | --------------------------------------------------------------------------- | --- | ----- | --------------------- |
| Bukowo Morskie (See Buckow)         | Serca Jezusa (CC) (Herz Jesu)                                               | ein Längsdach |       |                       |
| Dąbie (Altdamm), Stadt Szczecin     | Niepokalanego Poczecia (CC) (unbefl. Empfängnis)                            | |       |                       |
| Goleniów (Gollnow)                  | Św. Katarzyny (CC) (St. Katharina)                                          | |       |                       |
| Gryfice (Greifenberg)               | Wniebowzięcia NMP (Mariä Himmelfahrt) D-NO                                  | |       |                       |
| Gryfino (Greifenhagen)              | Św. Mikołaja · Narodzenia NMP (CC) St. Nikolai/St. Marien                   | 13.–15. Jh., Längsdach mit kleinen Quergiebeln u. Querhausdach                                                         |       |                       |
| Kołobrzeg (Kolberg)                 | Kolberger Dom                                                               | fünfschiffig, ein Längsdach                                                                                            |       |                       |
| Lębork (Lauenburg)                  | Św. Jakuba (CC)                                                             | ein Längsdach, Seitenschiffsgewölbe bei gleich hoher Basis niedriger als Mittelschiffsgewölbe                          |       |                       |
| Maszewo (Massow), Powiat Goleniów   | MB Częstochowskiej (CC) Muttergottes von Tschenstochau ZAB PL; D-NO S. 295  | 2. H. 15. Jh. |       | Grundriss bei Zabytek |
| Nowogard (Naugard), Powiat Goleniów | K. Wniebowzięcia NMP (CC) (Mariä-Himmelfahrts-K.)                           | 15./16. Jh., Staffelhalle                                                                                              |       |                       |
| Recz (Reetz), Powiat Choszczno      | K. Chrystusa Króla (Christ-König-Kirche) D-NO                               | 14./15. Jh., Veränderungen im 19. Jh.                                                                                  |       |                       |
| Resko (Regenwalde), Pow. Łobeski    | K. Niepokalanego Poczęcia NMP (CC) (unbefl. Empfängnis Mariens) D-NO S. 356 | |       |                       |
| Stargard                            | Kościół św. Jana (Johanniskirche)                                           | ein Längsdach |       |                       |
| Szczecin (Stettin)                  | Jakobskathedrale                                                            | dreischiffig, ein Längsdach, Seiten und Chorumgang mit Abseiten, auf der Nordseite breit mit herabgezogener Dachtraufe |       |                       |
| Szczecin (Stettin)                  | Św. Jana Chrzciciela (St. Johannes Evangelist)                              | ein Längsdach |       |                       |
| Szczecin (Stettin)                  | Św. Jana Chrzciciela (St. Johannes der Täufer)                              | 1888–1890, neugotischer Backsteinbau, initial katholisch, dreischiffig ohne Emporen, Kreuzrippengewölbe                |       |                       |
| Szczecin (Stettin)                  | Św. Stanisława Kostki (CC) (Stanisław Kostka)                               | 1890, neugotischer Backsteinbau, dreischiffige Emporenhalle, Kreuzrippengewölbe                                        |       |                       |
| Szczecin (Stettin)                  | Św. Wojciecha (St.-Adalbert)                                                | 1909, neugotischer Backsteinbau, dreischiffig, gebaut als ev. Bugenhagenkirche                                         |       |                       |
| Pyrzyce (Pyritz)                    | Św. Maurycego· Wniebowzięcia NMP (CC) (St. Moritz, heute Mariä Himmelfahrt) | ein Längsdach |       |                       |
| Trzebiatów (Treptow an der Rega)    | K. Macierzyństwa NMP (Mutterschaft Mariens)                                 | ein Längsdach |       |                       |
| Trzcińsko-Zdrój (Bad Schönfließ)    | K. MB Nieustającej Pomocy (CC) (Mariahilf-Kirche)                           | ein Längsdach |       |                       |

## Danziger Pommern (Pomerellen)
Anzahl: 15
| Ort                              | Kirche                                                                    | Anmerkungen | Fotos | Fotos |
| -------------------------------- | ------------------------------------------------------------------------- | --- | ----- | ----- |
| Chojnice (Konitz)                | Bazylika Mniejsza pw. Ścięcia św. Jana Chrzciciela (Enthauptung Johannis) | |       |       |
| Gdańsk (Danzig)                  | Kośc. św. Barbary (CC) (Barbarakirche), D-NO S. 92, POM S. 15             | 15./16. Jh., schmale Seitenschiffe, 1 Dachfirst; nach Zerstörung im Zweiten Weltkrieg flachdeckig wiederaufgebaut |       |       |
| Gdańsk (Danzig)                  | Bazylika św. Brygidy (Brigittenkirche)                                    | drei Längsdächer, ein Querhausdach                                                                                |       |       |
| Gdańsk (Danzig)                  | Johanneskirche                                                            | drei Längsdächer, ein Querschiffsdach                                                                             |       |       |
| Gdańsk (Danzig)                  | Katharinenkirche                                                          | drei Längsdächer                                                                                                  |       |       |
| Gdańsk (Danzig)                  | Marienkirche                                                              | drei Längsdächer und drei Querschiffsdächer                                                                       |       |       |
| Gdańsk (Danzig)                  | Nikolaikirche                                                             | drei Längsdächer                                                                                                  |       |       |
| Gdańsk (Danzig)                  | St. Peter und Paul                                                        | 1393, 1425, Ausbau 1521, parallele Längsdächer                                                                    |       |       |
| Gdańsk (Danzig)                  | Świętej Trójcy (Trinitatiskirche)                                         | drei Längsdächer                                                                                                  |       |       |
| Gniew (Mewe)                     | K. św. Mikołaja (CC) (Nicolaikirche) D-NO S. 298                          | 1. H. 14. Jh., Veränderungen um 1870                                                                              |       |       |
| Grudziądz (Graudenz)             | Bazylika św. Mikołaja (CC) (St.-Nikolai)                                  | ein Längsdach |       |       |
| Nowe (Neuenburg), Powiat Świecie | K. św. Mateusza Apost.(CC) (Matthäuskirche)                               | 14./15. Jh., Veränderungen 1910–1912                                                                              |       |       |
| Piaseczno (Pehsken), Gmina Gniew | Kościół Narodzenia NMP (Mariä-Geburt)                                     | schmale Seitenschiffe, 1348, 15. Jh., Veränderungen 1676 und später                                               |       |       |
| Tczew (Dirschau)                 | Podwyższenia Krzyża (CC) (Kreuzeserhöhung)                                | |       |       |
| Tuja (Tiege), Gm. Nowy Dwór Gd.  | Kościół św. Jakuba (CC) (Jacobikirche)                                    | 14. Jh. |       |       |

## Kulmerland
Anzahl: 6
| Ort                             | Kirche                                                                               | Anmerkungen                                                            | Fotos | Fotos |
| ------------------------------- | ------------------------------------------------------------------------------------ | ---------------------------------------------------------------------- | ----- | ----- |
| Brodnica (Strasburg in Westpr.) | Kościół św. Katarzyny (St. Katharina)                                                | ein Längsdach                                                          |       |       |
| Chełmno (Kulm)                  | Wniebowzięcia NMP (Mariä Himmelfahrt)                                                | Längsdach und Querdächer                                               |       |       |
| Chełmno (Kulm)                  | K. św. Jakuba i św. Mikołaja (St. Jakob und Nikolaus) (CC)                           | 13. und 14. Jh., ehem. Franziskanerkirche                              |       |       |
| Chełmża                         | Bazylika konkatedralna Świętej Trójcy (Trinitatisbasilika)                           | drei Längsdächer                                                       |       |       |
| Toruń (Thorn)                   | Katedra śś. Janów (Dom St. Johannes des Täufers und St. Johan- nes des Evangelisten) | drei Längsdächer, dazu Obergaden und Schleppdächer über Kapellenzeilen |       |       |
| Toruń (Thorn)                   | Wniebowzięcia (Mariä Himmelfahrt)                                                    | ein Längsdach                                                          |       |       |

## Landschaft Preußen
Anzahl: 17 
| Ort                                                            | Kirche                                                                 | Anmerkungen | Fotos | Fotos                            |
| -------------------------------------------------------------- | ---------------------------------------------------------------------- | --- | ----- | -------------------------------- |
| Barczewo (Wartenburg), Powiat Olsztyn                          | St. Annen und Stephan (CC)                                             | 14. Jh. |       |                                  |
| Braniewo (Braunsberg)                                          | Baz. św. Katarzyny (St. Katharina)                                     | ein Längsdach |       |                                  |
| Dobre Miasto (Guttstadt)                                       | Zbawiciela i Wszystkich Świętych (Erlöser und alle Heiligen)           | ein Längsdach |       |                                  |
| Elbląg (Elbing)                                                | Katedra św. Mikołaja (St.-Nikolai-Kathedrale)                          | drei Längsdächer: ursprüngl. höher mit Paralleldächern, nach Brand niedriger mit einem Dach, nach dem 2. WK in voriger niedriger Höhe mit Paralleldächern |       |                                  |
| Elbląg (Elbing)                                                | Ehem. Dominikanerkirche/-kloster (CC)                                  | zweischiffige Hallenkirche; heute Ausstellungshalle |       |                                  |
| Frombork (Frauenburg)                                          | Wniebowzięcia NMP i św. Andrzeja (Mariä Himmelfahrt und St. Andreas)   | ein Längsdach |       |                                  |
| Frombork (Frauenburg)                                          | Kościół św. Mikołaja (Nicolaikirche) (CC) ZAB ohne Text                | 1461–1507, ein Längsdach; Vorgängerbau im Dreizehnjährigen Krieg (1454–66) zerstört                                                                       |       | Innenfoto fehlt                  |
| Gietrzwałd (Dietrichswalde)                                    | Bazylika Narodzenia NMP (CC) (Mariä Geburt)                            | 1884, dreischiffige neugotische Emporenhalle; einschiffiger Vorgängerbau 1500 geweiht                                                                     |       |                                  |
| Gnojewo, (Gnojau), Gmina Miłoradz, Powiat Malborski            | Friedhofskirche Śś. Szymona i Judy Tadeusza (CC) Zabytek PL/EN         | in Fachwerk begonnen, später ummauert, breites Hauptschiff mit flacher Holztonne, schmales Seitenschiff mit Sterngewölben, derzeit Ruine                  |       | 44 Fotos außen/innen bei Zabytek |
| Kętrzyn (Rastenburg/ Rastembork)                               | Bazylika kolegiacka św. Jerzego (Stiftskirche St. Georg)               | Stufenhalle, ein Längsdach |       |                                  |
| Lidzbark Warmiński (Heilsberg)                                 | Kolegiata Św. Apostołów Piotra i Pawła (CC) Stiftsk. St. Peter u. Paul | ein Längsdach |       |                                  |
| Mątowy Wielkie (Groß Montau), Gmina Miłoradz, Powiat Malborski | Śś. Piotra i Pawła (CC) Zabytek PL/EN                                  | 14. Jh., in Fachwerk begonnen, später ummauert, Hauptschiff u. jüngeres Nordseitenschiff, schwach gewölbte Holzdecken                                     |       |                                  |
| Moryń (Mohrin)                                                 | Heiliggeistkirche (CC) ZAB PL/EN MA-PL-2 S. 742                        | 13. Jh., schwere Rundbogenarkaden, Mittelschiff flachgedeckt, Schrägdecken der Seitenschiffe an den Dachschrägen, Mittelschiffshöhe bis unter Arkadenhöhe |       |                                  |
| Olsztyn (Allenstein)                                           | Bazylika konkatedralna św. Jakuba (Dom u. Basilika St. Jakob)          | ein Längsdach |       |                                  |
| Postolin, Sztum                                                | St. Michael und Maria vom Skapulier                                    | erst 1867/68 eingewölbt |       |                                  |
| Reszel (Rößel)                                                 | Św. Apostołów Piotra i Pawła (CC) (Peter und Paul)                     | 1348–1402 |       |                                  |
| Sztum (Stuhm)                                                  | St. Anna (CC)                                                          | ein Längsdach, offener Dachstuhl |       |                                  |

## Östliches Polen
– Historisches Poslasien/Podlachien und vor den Teilungen Polens zum litauischen Reichsteil der Großen Krone und polnischen Adelsrepublik gehörende Gebiete –
– Siehe auch Pseudobasoliken im östlichen Polen (2) –
Anzahl: 34, darunter ein Grenzfall zur Pseudobasilika
| Ort                                                       | Kirche                                                             | Anmerkungen | Fotos | Fotos                            |
| --------------------------------------------------------- | ------------------------------------------------------------------ | --- | ----- | -------------------------------- |
| Augustów                                                  | Bazylika Najśw. Serca Pana Jezusa (Herzjesu) (CC)                  | 1906–1911, neuromanisch, dreischiffig, gemeinsames mäßig geneigtes Dach, gemauerte Gewölbe                                                                                 |       |                                  |
| Augustów                                                  | K. Matki Bożej Szkaplerznej (Schulter der Muttergottes) (CC)       | flachdeckige hölzerne Stufenhalle, 1847, Vorgänger 1786 |       |                                  |
| Augustów                                                  | MB Częstochowskiej (Muttergottes v Tschenstochau) (CC)             | dreischiffige Halle aus Mauerwerk |       | Innenfoto fehlt                  |
| Becejły, Szypliszki, P. Suwałki                           | Matki Bożej Częstochowskiej (Muttergottes v Tschenstochau) (CC)    | 1929–1937, neubarock, dreischiffig, rundbogige Kreuzrippengewölbe |       |                                  |
| Berżniki, Sejny, W. Podlasien                             | Wniebowzięcia (Mariä Himmelfahrt) (CC)                             | hölzerne Flachseitenhalle mit nicht sehr hoher Mittelschiffstonne |       |                                  |
| Bielsk Podlaski, Podlasien                                | Narodzenia NMP i św. Mikołaja Mariä Himmelf. u. St. Nikolaus (CC)  | Klassizismus, Kolonnaden mit ARchitravbalken, breites Mittelschiff und schmale Seitenschiffe unter Längstonnen                                                             |       |                                  |
| Brańsk, P. Bielsk Podlaski, Podlasien                     | Wniebowzięcia NMP (Mariä Himmelfahrt) (CC)                         | dreischiffig, gemauerte Arkaden |       | Innenfotos siehe Diözesanseite   |
| Dąbrówka Kościelna, P. Wysokomazow., Podlasien            | Kościoł pw. św. Anny (St.-Annen-Kirche) (CC)                       | 2. V. 19. Jh., schmale Seitenschiffe, Mittelschiff Kreuzgratgewölbe |       |                                  |
| Dobrzyniewo Koscielne, Dobrzyniewo Duze, Powiat Bialystok | Zwiastowania NMP (Mariä Verkündigung) (CC)                         | 1947 geweiht |       | Facebook                         |
| Dziadkowice, P. Siemiatycze                               | Św. Trójcy (Dreifaltigkeit) (CC)                                   | Anfang 19. Jh., Flachseitenhalle, Mittelschiffstonne knapp unter 180° |       |                                  |
| Jabłonka Kościelna, P. Wysokomazow., Podlasien            | Św. Michała Archanioła (Erz. Michael) (CC)                         | 1898–1905, neuromanisch, dreischiffig |       | Innenfotos fehlen.               |
| Janów, P. Sokólski                                        | Świętego Jerzego (St. Georg) (CC)                                  | 1998/99, neuromanisch, dreischiffig, rundbogige domikale Kreuzgratgewölbe                                                                                                  |       |                                  |
| Klimówka, Gm. Kuźnica, P. Sokólski                        | Św. Trójcy i św. Dominika, (Dreifaltigkeit und Domenikus) (CC)     | 1922–1928, neuromanisch, dreischiffig, rundbogige Kreuzgratgewölbe |       |                                  |
| Kobylin-Borzymy, P. Wysokie Mazow.                        | św. Stanisława (St. Stanislaus) (CC)                               | neugotische Backsteinkirche, dreischiffig, Kreuzrippengewölbe |       | Ortsvorstellung mit Innenfoto    |
| Kodeń (an der Grenze zu Belarus)                          | Kościół Świętego Ducha (Heiliggeistkirche) (CC)                    | 1540; zeitw. stark verfallen, ab M. 19. Jh. wiederhergestellt |       |                                  |
| Konstantynów, P. Biała Podlaska                           | Św. Elżbiety Węgierskiej (Elisabeth v. Ungarn) (CC)                | 1905–1909, neugotischer Backsteinbau, dreischiffig, Chor im Norden, „Westturm“ im Süden, kein Querhaus                                                                     |       | kein geeignetes Innenfoto.       |
| Korycin, P. Sokólski                                      | Znalezienia i Podwyższenia Krzyża (… u. Erhöhung des Kreuzes) (CC) | 1899–1905, neugotisch, kreuzförmig, dreischiffig |       |                                  |
| Krynki, P. Sokólski                                       | Św. Anny (St. Anna) (CC)                                           | |       |                                  |
| Kuczyn, P. Wysokie Mazow.                                 | Zmartwychwstania Pańskiego (Auferstehung des Herrn) (CC)           | 1888–1893, neugotisch, dreischiffig, Kreuzrippengewölbe |       | Innenfotos bei Ciekawe Podlasie  |
| Kuźnica P. Sokólski                                       | K. Opatrzności Bożej (Göttliche Vorsehung) (CC)                    | neugotisch dreischiffig |       | Fotos der Wiederweihe            |
| Łomazy, P. Biała Podlaska, Woi. Lublin                    | Apostołów Piotra i Pawła (Apostel Petrus u. Paulus) (CC)           | 1906–1911, neugotischer Backsteinbau, dreischiffig, kleines Querhaus |       | kein geeignetes Innenfoto        |
| Majewo, Gmina Sidra, P. Sokólski                          | Kościół MB Częstochowskiej (Muttergottes v. Tschenstochau) (CC)    | 1907–1926, neugotisch, dreischiffig |       |                                  |
| Malowa Góra, P. Biała Podlaska, Woi. Lublin               | Przemienienia Pańskiego (Verklärung des Herrn) (CC)                | 1912/13, neugotischer Backsteinbau, dreischiffig, Kreuzrippengewölbe |       |                                  |
| Mostowlany, Gmina Gródek; P. Białystok                    | Cerkiew św. Apostoła Jana Teologa (Orthodoxe Johanniskirche) (CC)  | |       |                                  |
| Płonka Kościelna, P. Białostok                            | Św. Michała Archanioła (Erz. Michael) (CC)                         | neugotisch dreischiffig, gemeinsames Dach |       |                                  |
| Rossosz, P. Biała Podlaska, Woi. Lublin                   | Św. Stanisława (St. Stanislaus) (CC)                               | 1908, hölzerne Stufenhalle (Grenzfall Pseudobasilika), dreischiffig, schlanke Stützen, angedeutete Arkaden, flache Decken, Mittelschiff ca. 1,50 m höher als Seitenschiffe |       |                                  |
| Sejny                                                     | St Peter (CC)                                                      | 1610–1619, stilistisch erneuert 1760–1779 |       |                                  |
| Sławatycze, P. Biała Podlaska, Woi. Lublin                | Matki Boskiej Różańcowej (Maria Rosenkranz) (CC)                   | außen eher neoromanisch, innen klassizistisch, Mittelschiff mit kassettierter Segmenttonne, Seitenschiffe flache Kassettendecken                                           |       |                                  |
| Sokółka                                                   | Św. Antoniego (Antonius von Padua) (CC)                            | 1840/41, außen klassizistisch, innen auch barock, dreischiffig, segmentbogige Arkaden und Tonnengewölbe                                                                    |       |                                  |
| Sokoły, P. Wysokie Mazow.                                 | Wniebowzięcia NMP (Mariä Himmelfahrt) (CC)                         | 1906–1912 neugotisch dreischiffig, Kreuzrippengewölbe |       |                                  |
| Suchowola, P. Sokólka                                     | Apostołów Piotra i Pawła (St. Peter u. Paul) (CC)                  | |       |                                  |
| Szudziałowo, P. Sokólka                                   | Św. Wincentego Ferreriusza (St. Vincent Ferrer) (CC)               | |       |                                  |
| Wyszki, P. Bielsk Podlaski                                | Św. Andrzeja Apostoła (St. Andreas) (CC)                           | Stufenhalle |       | Innenfoto siehe Pfarrseite       |
| Wyszonki Kościelne, Gmina Klukowo, P. Wysokomazow.        | Narodzenia NMP (Mariä Geburt) (CC)                                 | 1904–1912, neugotische Backsteinkirche mit Querhaus, Langhaus und Chor dreischiffig                                                                                        |       | Innenfotos bei Ciekawe Podlaskie |

## Masowien
Anzahl: 13
| Ort                                            | Kirche                                                                                               | Anmerkungen | Fotos                           | Fotos                                           |
| ---------------------------------------------- | --- | --- | ------------------------------- | ----------------------------------------------- |
| Dąbrówka Kościelna, P. Wysokomazow., Podlasien | Kościoł pw. św. Anny (St.-Annen-Kirche) (CC)                                                         | 2. V. 19. Jh., schmale Seitenschiffe, Mittelschiff Kreuzgratgewölbe |                                 |                                                 |
| Karniewo, P. Maków Woi. Masowien               | Wszystkich Świetych (Allerheiligen) (CC)                                                             | spätes 16. Jh., 1620 geweiht, Übergangsstil Gotik/Renaissance, dreischiffig |                                 |                                                 |
| Kołaki Kościelne, P. Zambrów                   | Wniebowcia NMP (Mariä Himmelfahrt) (CC)                                                              | wahrscheinl. Hallenkirche oder Pseudobasilika |                                 | Innenfotos fehlen.                              |
| Kuzie, Gmina Zbójna, P. Łomża, Woi. Podlachien | MB Różańcowe (Maria Rosenkranz) (CC)                                                                 | Flachseitenhalle mit tonnengewölbtem Mittelschiff und hölzernen Stützen |                                 |                                                 |
| Łomża, Woi. Podlachien                         | Kathedrale (CC), PDL S. 41                                                                           | 1504–1525, Stufenhalle, nach Zerstörung in der Schwedischen Sintflut in einem Gemisch aus Gotik und Frühbarock wiederaufgebaut, Backsteinrippen der gotischen Stern- und Netzgewölbe des Mittelschiffs erhalten |                                 |                                                 |
| Mały Płock, P. Kolno                           | Znalezienia Krzyża (Kreuzauffindung) (CC)                                                            | 1878–1881, Neobarock |                                 | Innenfotos fehlen.                              |
| Niepokalanow, Woi. Masowien                    | Bazylika Niepokalanej Wszechpośredniczki Łask (Basilika der unbefleckten allvermittelten Gnade) (CC) | 1948–1954, später Neoklassizismus, äußerlich „Obergaden“, aber innen Längstonne zwischen flachdeckigen Seitenschiffen; durch massive Architrave der Kolonnaden Grenzfall zur Pseudobasilika                     |                                 |                                                 |
| Siedlce                                        | Kathedrale (CC)                                                                                      | neugotisch |                                 | Innenfoto bei Ciekawe Podlasie                  |
| Szwelice, Karniewo, P. Maków Woi. Masowien     | Kościół św. Wawrinca Lorenzkirche (CC)                                                               | 1957–1963, neoromanische dreischiffige Gewölbehalle | Google Streetview: Straßenseite | Innenfotos bei Zagórscy – pracownia artystyczna |
| Różan, Pow. Maków Woi. Masowien                | Kościół św. Anny (St. Annen-Kirche) (CC)                                                             | M. 16. Jh. |                                 |                                                 |
| Warszawa (Warschau)                            | Johanneskathedrale                                                                                   | |                                 |                                                 |
| Wizna, Powiat Łomża, Woi. Podlasien            | K. św. Jana Chrzciciela (Johannis des Täufers) (CC) ZAB                                              | 1. V. 16. Jh., rechteckige Arkadenpfeiler, schmale Seitenschiffe |                                 |                                                 |
| Zbójna, P. Łomża, Woi. Podlachien              | Św. Wincentego a Paulo (St. Vincent de Paul) (CC)                                                    | |                                 |                                                 |

## Zentralpolen
| Ort  | Kirche | Anmerkungen                                                                                      | Fotos | Fotos |
| ---- | --- | ------------------------------------------------------------------------------------------------ | ----- | ----- |
| Łask | Kolegiata Nawiedzenia NMP i św. Michała Archanioła (Stiftskirche Mariä Heimsuchung u. Erzengel Michael) (CC) | Kreuzfömige Emporenhalle mit hoch gelegenen Emporen, vermittelt eher den Eindruck einer Basilika |       |       |

## Großpolen und Kujawien
Anzahl: 15
| Ort                                        | Kirche                                                         | Anmerkungen | Fotos | Fotos                           |
| ------------------------------------------ | -------------------------------------------------------------- | --- | ----- | ------------------------------- |
| Bydgoszcz (Bromberg)                       | Katedra św. Marcina i Mikołaja (St. Martin und Nikolaus) (CC)  | |       |                                 |
| Brześć Kujawski, Kujawien-Pommern          | K. św. Stanisława B. M. (St.-Stanislaus-Kirche) (CC)           | nach 1332, 15. Jh.,1710 barock wiederaufgebaut, Neugotik im frühen 19. Jh. u. 1908–1909                                    |       | Innenfotos fehlen.              |
| Czarnków, Woi. Großpolen                   | K. Św. Marii Magdaleny Maria-Magdalenen-K. (CC) D-NO S. 80 ZAB | geweiht 1586, Gotik u. Renaissance, Stufenhalle                                                                            |       | Region Wielkopolskie: Innenfoto |
| Gniezno (Gnesen), Woi. Großpolen           | St.-Michael-Kirche (CC)                                        | Hallenkirche, mittelalterliche Teile überw. 1815 und später ersetzt                                                        |       |                                 |
| Gosławice, Konin, Woi. Großpolen           | Św Andrzej (CC) Zabytek PL ohne Text                           | geweiht 1444, achteckiger Zentralbereich mit vier Kreuzarmen                                                               |       |                                 |
| Gostyń, Woi. Großpolen                     | Margarethenkirche (CC) (Kościół św. Małgorzaty)                | 14./15. Jh., Grenzfall von Stufenhalle und Pseudobasilika                                                                  |       |                                 |
| Grabie, Aleksandrów Kuj., Kujawien-Pommern | St. Wenzel (CC) (Kościół św. Wacława)                          | Mitte 14. Jh., Veränderungen in 2. H. 16. Jh., Staffelhalle mit schmalen Seitenschiffen, Mittelschiff teilw. Tonnengewölbe |       | Innenfotos bei Wordpress        |
| Kalisz, Woi. Großpolen                     | Św. Mikołaja Biskupa (St.-Nikolaus- Kathedrale) (CC)           | Mitte 13. Jh., zahlr. barocke u. neugotische Veränderungen, von außen Basilika, von innen Hallenkirche                     |       |                                 |
| Kalisz, Woi. Großpolen                     | K. św. Stanisława (St.-Stanislaus-Kirche) (CC)                 | 14. Jh., Veränderungen 1537/1539 bis 1599–1632                                                                             |       |                                 |
| Koło                                       | Kościół Podwyższenia Krzyża (Kreuzeserhöhung) (CC)             | gotische Backsteinkirche, dreischiffig                                                                                     |       |                                 |
| Koło                                       | Kościół Nawiedzenia NMP (Mariä Heimsuchung) (CC)               | Barock |       |                                 |
| Łekno, Gmi./P. Wągrowiec, Woi. Großpolen   | K. św. Piotra i Pawła (Peter-und-Pauls.-K.) (CC) ZAB           | Mitte 16. Jh., innen got. Gewölberippen aus Backstein                                                                      |       | Innenfoto bei Polska Niezwykla  |
| Międzyrzecz (Meseritz)                     | K. św. Jana Chrzciciela (Johannis d. Täufers) (CC)             | 15. Jh. |       |                                 |
| Słupca Woi. Großpolen                      | Kościół św. Wawrzyńca (Lorenzkirche) (CC) ZAB                  | Beginn vor 1479, Renaissancegiebel nach Brand                                                                              |       | Pfarrseite mit Innenfotos       |
| Tuczno (Tütz)                              | Mariä Himmelfahrt (Wniebowzięcia NMP)                          | 1522, ein Längsdach |       |                                 |

## Ehemalige Neumark
Anzahl: 10
| Ort                                         | Kirche                                                  | Anmerkungen | Fotos | Fotos                         |
| ------------------------------------------- | ------------------------------------------------------- | --- | ----- | ----------------------------- |
| Chojna (Königsberg in der Neumark)          | Marienkirche                                            | später Wiederaufbau nach dem 2. WK. zunächst mit offenem Dachstuhl und teilweise unvollständigen Arkaden                         |       |                               |
| Choszczno (Arnswalde)                       | Narodzenia NMP (Mariä Geburt)                           | |       |                               |
| Dobiegniew (Woldenberg)                     | Chrystusa Króla (Christ-König-K.) D-NO S. 467 ZAB PL/EN | |       | bei Zabytek u. a. 1 Innenfoto |
| Drawsko Pomorskie (Drausenburg)             | Zmartwychwstania Pańskiego (Auferstehung des Herrn)     | |       |                               |
| Gorzów Wielkopolski (Landsberg)             | Katedra Wniebowzięcia NMP (Dom Mariä Himmelfahrt)       | Stufenhalle |       |                               |
| Lubniewice (Königswalde), Powiat Sulęciński | St. Maria vom Rosenkranz (CC) D-NO S. 221               | 13. Jh. und 1573 |       |                               |
| Myślibórz (Soldin)                          | Kolegiata Jana Chrzciciela (Stiftsk. Johannes der T.)   | Langhaus im 15. Jh. erhöht, nach Brand ab 1585 Gewölbe ohne Rippen wiederhergestellt                                             |       |                               |
| Ośno Lubuskie (Drossen), Powiat Słubicki    | St. Jakob                                               | |       |                               |
| Świebodzin (Schwiebus)                      | Św. Michała (CC) (Michaelis…)                           | 15. Jh. u. 1541, fünfschiffig, dreischiffiger Umgangschor, äußere Seitenschiffe unter Paralleldächern; 1855–1856 neugot. Fassade |       |                               |
| Świebodzin (Schwiebus)                      | NMP Królowej Polski (CC) Maria Königin Polens           | 1898–1900 als evangelische Kirche gebaut, dreischiffige neugotische Emporenhalle                                                 |       |                               |

## Östliche Lausitz
Anzahl: 6
| Ort                            | Kirche                                                         | Anmerkungen                                                                                               | Fotos | Fotos |
| ------------------------------ | -------------------------------------------------------------- | --- | ----- | ----- |
| Drożków (Droskau), Landg. Żary | Podwyższenia Krzyża Świętego (CC) (Kreuzeserhöhung)            | außen Backsteingotik, innen klassizistisch mit hölzernen Arkaden                                          |       |       |
| Gubin (Ostteil von Guben)      | Stadtkirche (CC) ZAB PL/EN                                     | Erstbau 13. Jh. roman. Backstein, um 1300 gotisch, Ende 14. Jh. 2. Vergrößerung, seit 1945 Ruine          |       |       |
| Lubsko (Sommerfeld)            | Nawiedzenia NMP (CC) (Mariä-Heimsuchung) D-NO S. 408 ZAB PL/EN | Ostgiebel und innen 1496–1517 in Backstein erneuert, seither Hallenkirche, Emporenhalle mögl. erst später |       |       |
| Żary (Sorau)                   | Serca Pana Jezusa (Herz-Jesu), ehem. Marien D-NO S. 409        | Hallenkirche 1401–1430, Vorgänger 13. Jh.                                                                 |       |       |
| Żary (Sorau)                   | Wniebowzięcia NMP (CC) (Mariä Himmelf.) ZAB PL/EN              | 1914–1917, neugotischer Backsteinbau, dreischiffig, Kreuzrippengewölbe                                    |       |       |
| Żary (Sorau)                   | Matki B. Szkaplerznej (CC) (Schutzmantel- M.-G.)               | 1895–1896 als protestantisch, neugotischer Backsteinbau, zweischiffige Emporenhalle                       |       |       |

## Schlesien
– Siehe auch Pseudobasiliken in Schlesien (5) –
Anzahl: 41
| Ort                                                                 | Kirche                                                                                 | Anmerkungen                                                                                                | Fotos | Fotos                                           |
| ------------------------------------------------------------------- | -------------------------------------------------------------------------------------- | --- | ----- | ----------------------------------------------- |
| Biała Prudnicka (Zülz) P. Prudnik, Woi. Opole                       | Wniebowzięcia NMP Mariä-Himmelfahrt (CC)                                               | 16. Jh. |       |                                                 |
| Bielany Wrocławskie (Bettlern), Kobierzyce, P. Wrocław, Niederschl. | Św. Andrzeja Apostoła (Apostel Andreas) (CC)                                           | 1520–1530, Schiff durch zwei Stützen in zwei Schiffe zu je drei Jochen unterteilt                          |       |                                                 |
| Bolesławiec (Bunzlau), Woi. Niederschlesien                         | Wniebowzięcia NMP i św. Mikołaja (Mariä Himmelfahrt) u. St. Nikolaus (CC)              | 13. Jh., Stufenhalle                                                                                       |       |                                                 |
| Wrocław (Breslau)                                                   | Św. Stanisława, św. Doroty i św. Wacława (St. Dorothea, Wenzel und Stanislaus)         | |       |                                                 |
| Wrocław (Breslau)                                                   | Kolegiata św. Krzyża (Kreuzkirche)                                                     | |       |                                                 |
| Wrocław (Breslau)                                                   | Sandkirche                                                                             | |       |                                                 |
| Wrocław (Breslau)                                                   | St. Ägidius                                                                            | Mittelpfeiler des Schiffs verloren, nur noch Chorbogen mit Mittelpfeiler                                   |       |                                                 |
| Wrocław (Breslau)                                                   | Św. Piotra i Pawła (St. Peter und Paul)                                                | Mitte 15. Jh., seit 1643 innen barock, seit 1884 innen neugotisch, 1952/1953 Wiederaufbau gotisch          |       |                                                 |
| Gliwice (Gleiwitz)                                                  | K. Wszystkich Świętych (Allerheiligenkirche), D-PL-SL S. 190                           | Chor 15. Jh., Langhaus 1504, nach Brand von 1711 wiederaufgebaut                                           |       |                                                 |
| Glogau                                                              | Kolegiata Wniebowzięcia NMP (Stiftskirche Mariä Himmelfahrt) (CC)                      | |       |                                                 |
| Głubczyce (Leobschütz)                                              | Mariä Geburt                                                                           | |       |                                                 |
| Góra (Guhrau), Woi. Niederschlesien                                 | Katharinenkirche (CC)                                                                  | 1307, 1457–1552, barocke Veränderungen 18. Jh.                                                             |       |                                                 |
| Jawor (Jauer), Woi. Niederschlesien                                 | K. Wniebowzięcia NMP (K. Mariä Himmelfahrt) (CC) D-NO S. 194 ZAB, D-PL-Sl S. 381       | Ende 15. Jh.; ehem. Franziskanerkloster, heute Museum                                                      |       |                                                 |
| Jawor (Jauer), Woi. Niederschlesien                                 | Kościół św. Marcina (CC)                                                               | dreischiffig, Paralleldächer                                                                               |       |                                                 |
| Kożuchów (Freistadt), Powiat Nowa Sól, Woi. Lebus                   | K. Oczyszczenia NMP (Mariä Lichtmess) (CC), LBS S. 39, D-PL-SL S. 484 f.               | 1340–1369, Anbauten im 14. u. 15. Jh.; Hallenkirche m. unregelm. Grundriss                                 |       |                                                 |
| Łaziska, Godów, Woi. Schlesien                                      | K. Wszystkich Świętych (CC) Zabytek PL/EN                                              | ab 1467, Holzkirche, Unterzug auf zentralem Bügenpfeiler, Decke in der Mitte flach, an den Seiten ca. 30°  |       |                                                 |
| Legnica (Liegnitz), Woi. Niederschlesien                            | Liebfrauenkirche                                                                       | 1386, Evangelische Pfarrkirche (Augsburger Bekenntnis)                                                     |       |                                                 |
| Lubin (Lüben), Woi. Niederschlesien                                 | M. B. Częstochowskiej (CC) Muttergottes von Czenstochau                                | 14./15. Jh., Grenzfall Stufenhalle/Pseudobasilika; Turm 14./15. Jh. (ehem. Wehrturm), im 18. Jh. erhöht;   |       | YouTube-Video zur Geschichte (PL)               |
| Lwówek Śląski (Löwenberg)                                           | Marienkirche (CC)                                                                      | |       |                                                 |
| Muchobór Wielki (Groß Mochbern), Breslau                            | Św. Michała Archanioła (Erzengel Michael) (CC)                                         | Ein-Stützen-Halle 15. Jh.; 1912–1916 Erweiterung um quer angebautes neugotisches Schiff                    |       |                                                 |
| Namysłów (Namslau) D-PL-SL S. 639 ff., Woi. Opole                   | Św. Apostołów Piotra i Pawła (Hl. Apostel Petrus u. Paulus) (CC)                       | 1370–1411, nach Brand 1485–1494 wiederhergestellt                                                          |       |                                                 |
| Nysa (Neisse), Woi. Opole                                           | St. Jakobus u. Agnes D-PL-SL S. 671–673                                                | kurz vor 1400                                                                                              |       |                                                 |
| Opole (Oppeln)                                                      | Baz. Kat. Podwyższenia Krzyża Świętego Kathedralbasilika der Kreuzerhöhung             | Hallenkirche seit 1447                                                                                     |       |                                                 |
| Opole (Oppeln)                                                      | Franziskanerkirche (Dreifaltigkeitskirche)                                             | 1248, 1307, frühgotisch begonnen; barock verändert                                                         |       |                                                 |
| Paczków (Patschkau), Powiat Nysa, Woi. Opole                        | St.-Johannes- Evangelist-Kirche (CC)                                                   | 1341–1376                                                                                                  |       |                                                 |
| Raciborowice Górne (Groß Hartmannsdorf)                             | Św. Michała Archanioła (Erzengel Michael) (CC)                                         | Urbau 13. Jh., zweischiffig eingewölbt 16. Jh.                                                             |       |                                                 |
| Racibórz (Ratibor)                                                  | Wniebowzięcia NMP (Mariä Himmelfahrt) (CC)                                             | |       |                                                 |
| Rybnik                                                              | St Michael (CC)                                                                        | 1903–1905, neugotischer Backsteinbau, schmale Seitenschiffe, Querhaus                                      |       |                                                 |
| Rychwałd Woi. Schlesien                                             | Collegiate church of St Mary (CC)                                                      | i. Wes. 18. Jh.                                                                                            |       |                                                 |
| Ścinawa (Steinau an der Oder), Pow. Lubin, Niederschl.              | K. Podwyższenia Krzyża (Kreuzerhöhung) (CC)                                            | 15. Jh. |       |                                                 |
| Sobotka (Zobten a. B.), Powiat Wrocławski, Niederschlesien          | St.-Annenkirche (CC)                                                                   | 14. Jh. u. um 1500, ehem. Wallfahrtskirche außerhalb der Altstadt; Feldsteinbau, gotischer Backsteingiebel |       |                                                 |
| Sośnica (Schosnitz), Kąty Wrocławskie                               | Kreuzeserhöhung (CC)                                                                   | Einstützenhalle 1487                                                                                       |       |                                                 |
| Środa Śląska (Neumarkt), Woi. Niederschlesien                       | K. Podwyższenia Krzyża (der Kreuzeserhöhung) (CC) D-PL-SL S. 921/922                   | M. 15. Jh., nach der Zerstörung des Vorgängerbaus i. d. Hussitenkriegen; Turm 20. Jh.                      |       |                                                 |
| Świerzawa (Schönau) Pow. Złotoryja, Woi. Niederschlesien            | K. Św. Jana Chrzciciela i Katarzyny (CC) Joh. d. Täufer u. Katharina Zabytek ohne Text | flachgedeckte Einstützenhalle, Mitte 13. Jh.                                                               |       |                                                 |
| Szprotawa (Sprottau), Powiat Żagań, Woiwodschaft Lebus              | K. Wniebowzięcia NMP (Mariä Himmelfahrt) (CC) D-PL-SL S. 907/08                        | gotisch 1416–1424, gegründet 1260                                                                          |       |                                                 |
| Wińsko (Winzig), Powiat Wolów, Woi. Niederschlesien                 | Dreifaltigkeitskirche (CC)                                                             | 15. Jh. |       |                                                 |
| Wołów (Wohlau), Woi. Niederschlesien                                | K. św. Wawrzyńca (St. Laurentius) (CC)                                                 | ab 1391; dreimal nach Bränden wiederaufgebaut                                                              |       |                                                 |
| Ząbkowice Śląskie (Frankenstein), Woi. Niederschlesien              | St.-Annen-Kirche (CC) D-NO S. 122, D-PL-SL S. 1174                                     | Chor 2. H. 14. Jh., Schiff 1. H. 15 Jh.                                                                    |       |                                                 |
| Żagań (Sagan), Woiwodschaft Lebus D-PL-SL S. 1197 f.                | Wniebowzięcia NMP Mariä-Himmelfahrt (CC)                                               | 2. H. 13. Jh., Turm gotisch, Schiff Renaissance, Staffelhalle                                              |       |                                                 |
| Zbylutów (Deutschmannsdorf), Woi. Niederschlesien                   | Matki Bożej Szkaplerzna (CC) (Muttergottes Skapular) Zabytek PL ohne Text              | Mitte 13. Jh.                                                                                              |       | Grundriss bei Zabytek, Innenfoto bei Polska.org |
| Ziębice (Münsterberg), Niederschlesien                              | Św. Jerzego Męczennika (Märtyrer St. Georg) (CC)                                       | zweischiffig, parallele Längsdächer                                                                        |       |                                                 |

## Kleinpolen und Rotburgenland
– Siehe auch Pseuddobasiliken in Kleinpolen und Rotburgenland (10) –
Anzahl: 45
| Ort                                               | Kirche                                                                                                  | Anmerkungen | Fotos | Fotos                        |
| ------------------------------------------------- | --- | --- | ----- | ---------------------------- |
| Biecz                                             | Kościół Bożego Ciała (Fronleichnamskirche) (CC)                                                         | dreischiffig, Langhaus mit breiterem Mittelschiff, niedrige Seitenkapellen an beiden Seitenschiffen                                        |       |                              |
| Bochnia, Woi. Kleinpolen                          | St.-Nicolaus-Kirche (CC)                                                                                | 1440–1445, innen barocke Stufenhalle, Grenzfall zur Pseudobasilika                                                                         |       |                              |
| Boby-Wieś, Urzędów, P. Kraśnik, Woi. Lublin       | Naj. Serca Jezusowego (Herz Jesu) (CC) ZAB                                                              | |       |                              |
| Chybice, Pawłów, P. Starachowice, Woi. Heilgkreuz | Św. Małgorzata (CC) Zabytek PL/EN                                                                       | 14. Jh., Einstützenhalle |       | Fotogalerie bei Zabytek      |
| Dorohusk, P. Chełm, Woi. Lublin                   | Św. Jana Nepomucena (Joh. v. Nepomuk) (CC)                                                              | „Hallenkirche“, dreischiffig |       | kein geeignetes Innenfoto    |
| Garbów, P. Lublin                                 | Przemienienia Pańskiego (Verklärung des Herrn) (CC)                                                     | 1907–1911 neugotische dreischiffige Kreuzkirche                                                                                            |       |                              |
| Górecko Kościelne, P. Biłgoraj, Woi. Lublin       | Stanisława Bis- kupa Męczennika (St. Stanislaus Bf. und Märtyrer) (CC)                                  | 1768–1778, hölzerne Stützen und Arkaden, flache Decken, Mittelschiff mit Muldendecke                                                       |       |                              |
| Gościeradów, P. Kraśnik, Woi. Lublin              | Św. Stanisława B. i M. i św. Jana Chrzc. (Stanislaus u. Johannes d. T.) (CC)                            | 1908–1920 |       |                              |
| Kielce, Woi. Heiligkreuz                          | Podwyższenia Krzyża Świętego (Kreuzeserhöhung) (CC)                                                     | 1903–1913, neugotisch, außen Backstein |       |                              |
| Komarów-Osada, P. Zamosc, Woi. Lublin             | Świętej Trójcy (Hl. Dreifaltigkeit) (CC)                                                                | 1908–1911, neuromanische Kreuzkirche, rundbogige Gewölbe mit angedeuteten Rippen auf schlanken spätgotischen Säulen                        |       |                              |
| Kraków (Krakau), Woi. Kleinpolen                  | K. Świętego Krzyża (Heilig-Kreuz)                                                                       | Kern um 1200, Umbau ab 1244, Einstützenhalle                                                                                               |       |                              |
| Krosno, Woiwodschaft Karpatenvorland              | K. Farny Świętej Trójcy (Dreifaltigkeitskirche, Pfarrkirche) (CC) ZAB                                   | 14. Jh., zweischiffig (kleines Nordseitenschiff), spätere Kapellenanbauten                                                                 |       | Medieval Heritage – mit Plan |
| Krynice, P. Tomaszów Lubelski, Woi. Lublin        | Stanisława Biskupa (Bischof Stanislaus) (CC)                                                            | 1918–1920, Mittelschiffsdecke mit 45°-Flanken, flachdeckige Seitenschiffe, zarte Stützen, flache Träger                                    |       |                              |
| Krylów, P. Hrubieszów, Woi. Lublin                | Narodzenia NMP (Mariä Geburt) (CC)                                                                      | 1859/60, Neugotik bzw. Neo-Übergangsstil, dreischiffig, spitzbogige Kreuzgratgewölbe, achteckige Pfeiler                                   |       |                              |
| Księżpol, P. Biłgoraj, Woi. Lublin                | Podwyższenia Krzyża (Kreuzeserhöhung) (CC)                                                              | 1858 (Vorgänger seit 1507), klassizistisch, dreischiffig, quadratische Pfeiler, rundbogige Arkaden, flache Decken                          |       |                              |
| Kurzelów, Włoszczowa, Woi. Heiligkreuz            | Wniebowzięcia NMP. (CC) (Mariä Himmelf.) Zabytek PL/EN                                                  | Einstützenhalle, zw. 1306 und 1360 |       | Fotogalerie bie Zabytek      |
| Limanowa                                          | St Mary (CC)                                                                                            | 1910–1918, Neorenaissance |       |                              |
| Łopiennik Nadrzeczny, P. Krasnystaw, Woi. Lublin  | Św. Bartłomieja (St Bartholomäus) (CC)                                                                  | 1909–1913, neugotischer Backsteinbau, dreischiffige Kreuzkirche, Kreuzrippen- u. Sterngewölbe                                              |       |                              |
| Lublin                                            | Kaplica Trójcy Świętej (Dreifaltigkeitskapelle) des Lubliner Schlosses                                  | Einstützenhalle, 14. Jh., Giebel 1635–1642                                                                                                 |       |                              |
| Lublin                                            | Basilika St. Stanislaus, Kościół dominikanów (Dominikanerkirche)                                        | 15.–17. Jh., Renaissance und Barock mit gotischem Kern                                                                                     |       |                              |
| Ludźmierz                                         | Wniebowzięcia NMP. (Mariä Himmelfahrt) (CC)                                                             | 1869–77, neugotisch, dreischiffig unter gemeinsamem Dach                                                                                   |       |                              |
| Mogiła, Kraków (Krakau), Woi. Kleinpolen          | K. Narodzenia Pańskiego i św. Bartłomieja Apostoła (Geburt des Herrn u. St. Bartholomäus) Zabytek PL/EN | 1499, spätgotische Holzkirche, Laienkirche vor dem Kloster Mogiła, dreischiffig mit Arkaden, 1740/1766 barockisiert                        |       |                              |
| Olkusz                                            | Bazylika Kolegiacka św. Andrzeja (Stiftskirche St. Andreas)(CC)                                         | |       |                              |
| Oświęcim (Auschwitz), Woi. Kleinpolen             | Mariä-Hilf-Kirche (CC)                                                                                  | 14. Jh., Emporen-Staffelhalle; Grenzfall zum Abseitensaal, da Seitenschiffe nur auf Emporen durchgängig                                    |       |                              |
| Parczew, Woi. Lublin                              | Św. Jana Chrzciciela (Johannes d. T.) (CC)                                                              | 1905–1913 erbaut, 1989 Basilika minor als Sanktuarium der königlichen Muttergottes, neugotische Backsteinkirche, dreischiffige Kreuzkirche |       |                              |
| Podedwórze, P. Parczew, Woi. Lublin               | Podwyższenia Krzyża (Kreuzeserhöhung) (CC)                                                              | 1911–1914, neugotischer Backsteinbau, dreischiffige Hallenkirche                                                                           |       | Innenfotos fehlen            |
| Podhorce, Tomaszów Lubelski, Woi. Lublin          | MB Częstochowskiej (Muttergottes von Tschenstochau) (CC)                                                | neobarock, dreischiffig, Kreuzkirche |       | Innenfotos fehlen            |
| Proszowice, Woi. Kleinpolen                       | K. Wniebowzięcia MB i św. Jana Chrzciciela (CC) (Mar. Himmelf. u. Joh. d. T.) ZAB (knapp)               | 15. Jh., 2 Phasen mit zwischenzeitl. Brand; heute Chor stark erneuert, Hallenschiff und Westgiebel neugotisch                              |       |                              |
| Przemyśl                                          | Kathedrale (CC)                                                                                         | 1465–1490, nach Einsturz 1733 Wiederaufbau barock bis klassizistisch                                                                       |       |                              |
| Radom, Woi. Masowien                              | St. Katharina (CC)                                                                                      | 1468–1516, Kirche des Bernhardinerklosters, neugotische Ein- und Anbauten 1911–1914, asymmetrische Staffelhalle (Südseitenschiff)          |       |                              |
| Radoryż Kościelny, P. Łuków, Woi. Lublin          | MB Częstochowskiej (Muttergottes von Cz.) (CC)                                                          | 1914, dreischiffig, Kreuzrippengewölbe, kein Querhaus                                                                                      |       |                              |
| Ruszcza, (Außen-) Bezirk VIII, Krakau             | K. św. Grzegorza Wielkiego (St.-Gregor-der-Große-Kirche) (CC)                                           | 1416–1420, Vorgängerbau von 1222; Renaissance-Veränderungen                                                                                |       |                              |
| Ryki, Woi. Lublin                                 | Najśw. Zbawiciela (Salvator) (CC)                                                                       | 1908–1914 neugotischer Backsteinbau, dreischiffige Kreuzkirche, Kreuzrippen- bzw. Sterngewölbe                                             |       |                              |
| Sandomierz                                        | Kathedrale (CC)                                                                                         | |       |                              |
| Skotniki, Woi. Heiligkreuz                        | Jana Chrzciciela (CC) (Johannes d. Täufer) Zabytek PL/EN                                                | zw. 1347 und 1370 |       | Fotogalerie bei Zabytek      |
| Szczebrzeszyn, P. Zamość, Woi. Lublin             | Św. Mikołaja (St Nikolaus) (CC)                                                                         | geweiht 1620 und – nach Brand – 1668, dreischiffig, schmale Seitenschiffe, alle Gewölbe deutlich oberhalb der Arkaden                      |       |                              |
| Szydlów, Pow. Staszow, Woi. Heiligkreuz           | Kościoł św. Władysława (St. Ladislaus) (CC) ZAB                                                         | ab M. 14. Jh. |       |                              |
| Tomaszów Lubelski, Woi. Lublin                    | Zwiastowania NMP, (Mariä Verkündigung) (CC)                                                             | 1627, Holzkirche, rundbogige Arkaden, Spitztonne des Mittelschiffs oberhalb der rundbogigen Quertonnen der Seitenschiffe                   |       |                              |
| Trzeszczany, P. Hrubieszów                        | Św. Trójcy i Narodzenia NMP, (Dreifaltigkeit u. Mariä Himmelfahrt) (CC)                                 | 1913–1924, neugotischer Backsteinbau, dreischiffig ohne Querhaus                                                                           |       | Innenfotos fehlen.           |
| Tyszowce, P. Tomaszów Lubelski, Woi. Lublin       | Św. Leonarda (St. Leonhard) D-PL-KL III, S. 593 (CC)                                                    | vierjochige dreischiffige Stufenhalle |       | Innenfotos Fehlen            |
| Wadowice                                          | St Nicholas (CC)                                                                                        | dreischiffig, gemeinsames, gering geneigtes Satteldach                                                                                     |       |                              |
| Wąwolnica, P. Puław, Woi. Lublin                  | Św. Wojciecha (St. Adalbert) (CC)                                                                       | 1907–1914, dreischiffig ohne Querhaus, Kreuzrippengewölbe, Chor der Vorgängerkirche (15. Jh.) als Kapelle                                  |       |                              |
| Wereszczyn, P. Włodawa, Woi. Lublin               | Św. Stanisława Biskupa (Bf. Stanislaus) ZAB (CC)                                                        | 1763, dreischiffige Holzkirche |       | Innenfotos fehlen.           |
| Wiślica, Pow. Busko, Woi. Heiligkreuz             | Kolegiata Narodzenia NMP (Stiftskirche Mariä Geburt) (CC)                                               | 1350, zweischiffig |       |                              |
| Zator, Pow. Oświęcim, Woi. Kleinpolen             | K. św. Wojciecha i św. Jerzego St.-Adalbert- und-Georgs-K. (CC)                                         | 1391, Barock 1766, regotisiert 1959–1973, Langhaus dreischiffig                                                                            |       |                              |